# Košice II
O Distrito de Košice II (eslovaco: Okres Košice II) é uma unidade administrativa da Eslováquia Oriental, situado na Košice (região), com 30.841 habitantes (em 2001) e uma superfície de 584 km².

## Demografia
| Ano:        | 1994   | 2004   | 2014   | 2024   |
| ----------- | ------ | ------ | ------ | ------ |
| Broj ljudi: | 82 110 | 79 934 | 82 479 | 77 914 |
| Razlika:    |        | -2,65% | +3,18% | -5,53% |

| Ano:               | 2023   | 2024   |
| ------------------ | ------ | ------ |
| Número de pessoas: | 78 385 | 77 914 |
| Diferença:         |        | -0,60% |

## Bairros
- Lorinčík
- Luník IX
- Myslava
- Pereš
- Poľov
- Sídlisko KVP
- Šaca
- Západ